# Stazione di Monteprandone
Stazione di Monteprandone vasútállomás Olaszországban, Marche régióban, Monteprandone településen.

## Vasútvonalak
Az állomást az alábbi vasútvonalak érintik:
- Ascoli Piceno–San Benedetto del Tronto-vasútvonal

## Kapcsolódó állomások
A vasútállomáshoz az alábbi állomások vannak a legközelebb: 
- Stazione di Porto d'Ascoli
- Stazione di Monsampolo del Tronto